# Selischarowo
Selischarowo (russisch Селижа́рово) ist eine Siedlung städtischen Typs in der Oblast Twer in Russland mit 6725 Einwohnern (Stand 14. Oktober 2010).

## Geographie
Der Ort liegt etwa 150 km Luftlinie westlich des Oblastverwaltungszentrums Twer an der Wolga bei der Einmündung des linken Nebenflusses Selischarowka.
Selischarowo ist Verwaltungszentrum des Rajons Selischarowski sowie Sitz und einzige Ortschaft der Stadtgemeinde (gorodskoje posselenije) Possjolok Selischarowo.

## Geschichte
Der Ort wurde 1504 erstmals erwähnt und entwickelte sich bis ins 19. Jahrhundert zu einem bedeutenden Handelsdorf.
Am 1929 wurde Selischarowo Verwaltungssitz eines neu geschaffenen, nach ihm benannten Rajons. Seit 1937 besitzt der Ort den Status einer Siedlung städtischen Typs. Der Rajon trug von 1936 bis zu seiner vorübergehenden Auflösung 1963 den Namen Kirowski rajon nach Sergei Kirow. Am 12. Januar 1965 wurde er unter dem ursprünglichen und heutigen Namen neu errichtet.
Im Zweiten Weltkrieg war die Siedlung vom 20. Oktober 1941 bis 15. Januar 1942 von der deutschen Wehrmacht besetzt. Während der Kämpfe wurde der Ort stark zerstört.

### Bevölkerungsentwicklung
| Jahr | Einwohner |
| ---- | --------- |
| 1939 | 4075      |
| 1959 | 4527      |
| 1970 | 6453      |
| 1979 | 7228      |
| 1989 | 7668      |
| 2002 | 7330      |
| 2010 | 6725      |

Anmerkung: Volkszählungsdaten

## Verkehr
Selischarowo besitzt einen Bahnhof bei Kilometer 112 der im Ersten Weltkrieg begonnenen und 1928 endgültig fertiggestellten Eisenbahnstrecke Torschok – Soblago.
Die Siedlung liegt an der Regionalstraße 28K-1179 (ehemals R87), die 90 km südöstlich in Rschew von der föderalen Fernstraße M9 Baltija Moskau – Welikije Luki – lettische Grenze abzweigt und weiter in das nordwestlich benachbarte, knapp 40 km entfernte Rajonzentrum Ostaschkow führt.